# Menhir von Botudo

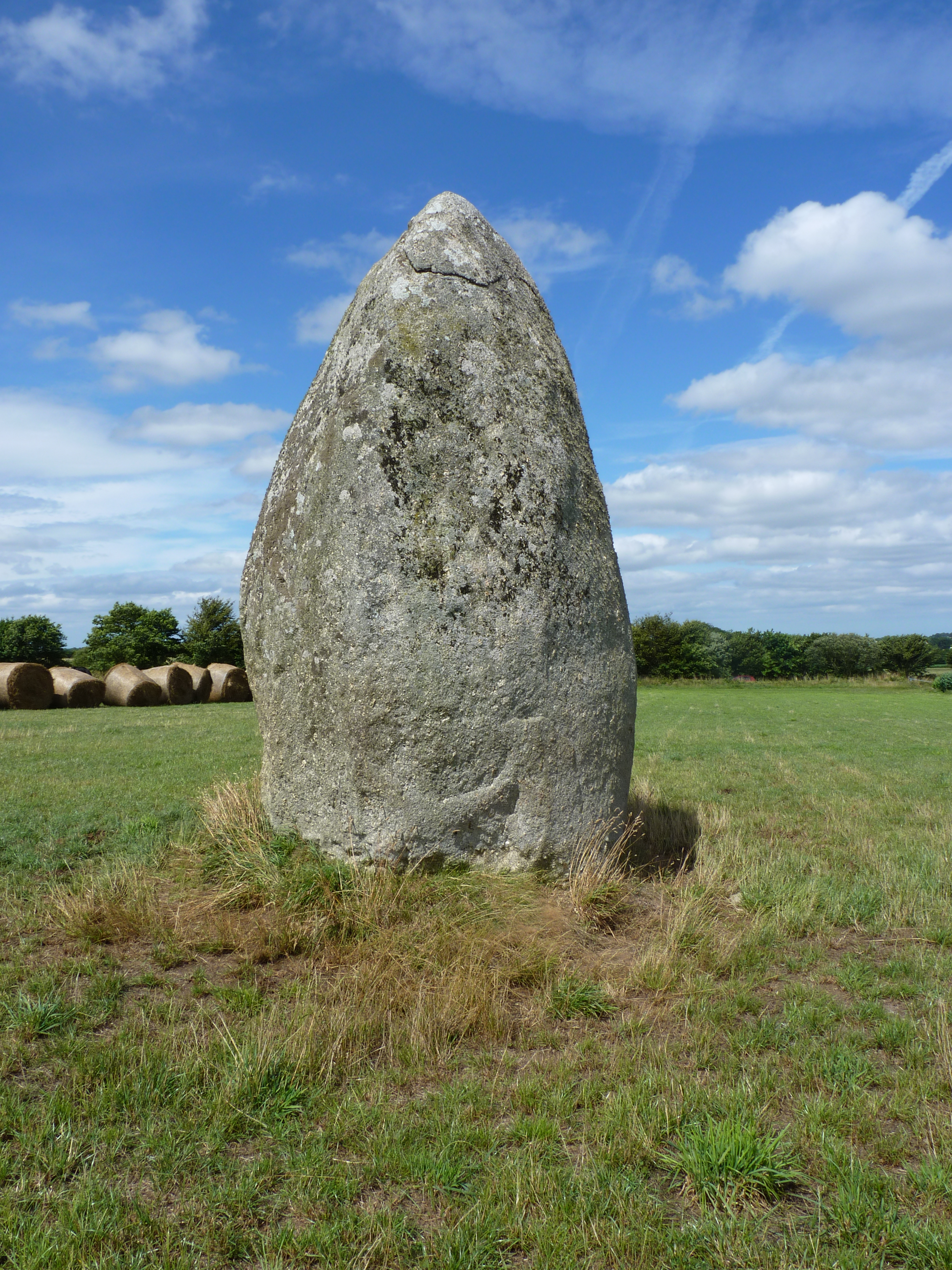
Menhir von Botudo

Der Menhir von Botudo (auch Menhir von Betudo genannt) befindet sich im Weiler Botudo nördlich von Le Vieux-Bourg im Département Côtes-d’Armor in der Bretagne in Frankreich.
Der spindelförmige Menhir aus grobkörnigem Granit ist etwa 4,55 m hoch, 2,6 m breit und 2,0 m dick. 
Er wurde 1969 als Monument historique eingetragen.
In der Nähe liegen der Dolmen von Pasquiou, der christianisierte Menhir Croix de Pasquiou und die Menhire von Pasquiou (Monument historique), Keranhouët, Porzic und la Ville-Juhel. 